# 투아레그어군

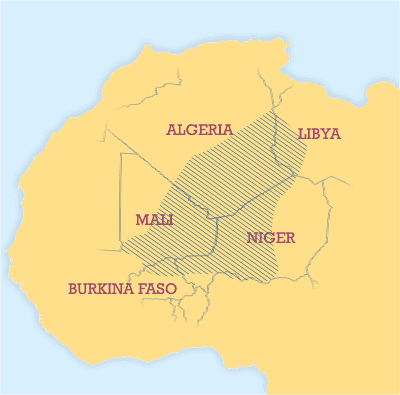

투아레그어군 또는 투아레그어(Tuareg)는 사하라 사막 지대에 걸쳐 사는 투아레그인들이 쓰는 베르베르어파의 언어군이다.
남부 베르베르어 그룹에 속하며 상호 차이가 심하지 않아 때때로 단일한 언어로 간주된다. 전통적으로 티피나그로 표기되어 왔으나 아랍 문자나 라틴 문자로 쓰이기도 한다.

## 언어
- 북부
  - 타마하크어(Tamahaq): Kel Ahaggar, Kel Ajjer 부족이 사용. 알제리, 리비아 서부, 니제르 북부에 분포하며 화자 약 77,000명. 타하가르트어(Tahaggart)로도 알려짐
- 남부
  - 타마셰크어(Tamasheq): 이포가스 산지의 Kel Adrar 부족이 사용. 말리에 분포하며 화자 약 50만 명.
  - 타마제크어(Air Tamajeq): Ker Ayer 부족이 사용. 니제르에 분포하며 화자 약 25만 명.
  - 타웰레메트어(Tawellemmet): 이웰레메덴족(Iwellemmeden)이 사용. 말리와 니제르에 분포하며 화자 약 80만 명.

투아레그족의 정체성을 가진 Tin sert의 테체레트어는 투아레그어군이 아닌 서부 베르베르어군에 속한다.

## 같이 보기
- 투아레그족
- 베르베르어파